# Trémaouézan
Trémaouézan (en bretó Tremaouezan) és un municipi francès, situat a la regió de Bretanya, al departament de Finisterre. L'any 2006 tenia 410 habitants.

## Demografia
| 1962                                       | 1968 | 1975 | 1982 | 1990 | 1999 |
| ------------------------------------------ | ---- | ---- | ---- | ---- | ---- |
| 323                                        | 283  | 265  | 345  | 370  | 431  |
| Des de 1962: població sense dobles comptes |      |      |      |      |      |

## Administració
| Període | Identitat         | Partit |
| ------- | ----------------- | ------ |
| 2001-   | Jean-René Le Guen |        |